# كينيث موران
كينيث موران (بالإنجليزية: Kenneth Moran) (1919 - 13 يونيو 1946) هو ملاكم نيوزلندي.